# Israíl Arsamákov
Israíl Magomedguiréyevich Arsamákov –en ruso, Исраил Магомедгиреевич Арсамаков– (Grozni, URSS, 8 de febrero de 1962) es un deportista soviético de origen checheno que compitió en halterofilia.
Participó en los Juegos Olímpicos de Seúl 1988, obteniendo una medalla de oro en la categoría de 82,5 kg. Ganó una medalla de plata en el Campeonato Mundial de Halterofilia de 1986 y una medalla de oro en el Campeonato Europeo de Halterofilia de 1986.

## Palmarés internacional
| Juegos Olímpicos   | Juegos Olímpicos      | Juegos Olímpicos | Juegos Olímpicos |
| Año                | Lugar                 | Medalla          | Categoría        |
| ------------------ | --------------------- | ---------------- | ---------------- |
| 1988               | Seúl (Corea del Sur)  | Medalla de oro   | 82,5 kg          |
| Campeonato Mundial |                       |                  |                  |
| Año                | Lugar                 | Medalla          | Categoría        |
| 1986               | Sofía (Bulgaria)      | Medalla de plata | 82,5 kg          |
| Campeonato Europeo |                       |                  |                  |
| Año                | Lugar                 | Medalla          | Categoría        |
| 1986               | Karl-Marx-Stadt (RDA) | Medalla de oro   | 82,5 kg          |